# ジンキシリーズの登場兵器
ジンキシリーズの登場兵器とは、綱島志朗の漫画作品『ジンキ』を始めとする一連のシリーズ作品に登場する架空の兵器について記述・解説したもの。またそれを原作とする他メディア作品に登場する架空の兵器についても説明する。
本記事では津崎青葉が主人公である話を“1988年”、柊赤緒が主人公である話を“1991年（旧・エクステンド）”、新シリーズである『ジンキ・エクステンド〜リレイション〜』は“リレイション”、ゲーム作品『JINKI EXTEND Re:VISION』については“Re:VISION”、ゲーム作品『JINKI RESURRECTION（ジンキ・リザレクション）』については“リザレクション”と表記し、便宜上区別する（漫画作品の各分類に該当するシリーズ・巻はジンキシリーズ#ストーリーを参照）。
箇条のない記述は“1988年”の内容。操主は主に搭乗する人物。

## 1988年からの登場人機

### アンヘル
モリビト2号（74式戦闘用人機）
操主：小河原両兵&小河原現太→小河原両兵&津崎青葉→津崎青葉&黄坂ルイ→津崎青葉
対古代人機用として人を守るために開発された機体。機体のカラーリングは青、通信用のアンテナを頭部の左側に付けている。軍事コードネームは「TYPE-02」。略称「02」。
血続専用機だった1号機と異なり、複座式コックピットを採用した。武装としては手持ちの機銃砲、ソード（非使用時は背部ラックに装備）があり、左腕の収納ラックに機銃砲の予備マガジンを装備する。右腕に配置された収納・展開が可能な盾には、あらゆる物理攻撃を撥ね返すことのできる武装能力リバウンドフォールを備える。
背部と脚部にはバーニアエンジンを装備（脚部のものは収納式）し、上空へのジャンプや戦闘時の加速機動に使用する。モリビト2号には本格的な空中稼動能力はないが、それら推進力を使って滑空程度の飛行ならば可能。また肩部にパラシュートを収納しており、降下着陸に使用する。
モリビト1号との戦闘で大破したモリビト2号は修理中にベネズエラ軍から解体命令が下され、青葉と両兵は血塊炉と戦闘データを悪用させないためにモリビト2号、ナナツー、トウジャの血塊炉をブラジルのリオにいる立花相指のもとに運んだが、相指は到着1週間前にすでに他界していた。しかしその孫・エルニィ立花とルエパ・アンヘルのメンバーの協力により、スペアパーツを使ってのモリビト2号の復元に成功する。運んできた三つの血塊炉は復元されたモリビト2号に三つとも組み込まれた。
その後、エルニィが軍にハッキングして手に入れたデータ（南が意図的に漏洩した）によって複座式コックピットから1人で操縦可能な血続専用のトレースシステムに変更され、各種武装を追加装備することにより機動飛行能力を持つ空神モリビト2号となる。復元されたモリビト2号はモリビト1号と同じリバウンドプレッシャーが使えるようになっており、空神モリビト2号の追加装備と合わせて以前よりさらに高い戦闘能力を有する人機として改修された。
その上にエクステンドチャージに目覚めた操主・青葉の能力が加わった当機は、暴走した両兵のモリビト0号との戦闘の際、追加装備なしに高機動飛行を見せるなどの人機の常識を超えた性能を発揮した。またさらに黒将との最後の決戦ではブルブラットの作用による奇跡的な力で真機・モリビト2号エクステンドとなる。
青葉・両兵と共にその戦いに勝利したモリビト2号は、それからもグラン・サバナで母・静花を探す青葉のもとにあった。
1991年（旧・エクステンド）
操主：柊赤緒
モリビト2号は黒将との決戦後もしばらく津崎青葉の愛機としてあったが、日本に集結している八将陣を追ってかの国へと渡った黄坂ルイにこの機は託され、その後、柊赤緒の乗機となる。
赤緒の乗機となってからもキョムと戦い続けるこの機はしばしば謎の現象を見せた。戦いの最中、操主・赤緒の危機を感知するかのように巨大な盾のような兵装（クリオネル・ディバイダー）を呼び出し右腕に装着、その盾から強力なエネルギービームを放つなど、不可解かつ奇跡とも言える力を発揮する。
八将陣リーダー・シバはその力を「エクステンドの力」と呼んだ。
またその後、技術の進歩と共にモリビト2号もつど改修され、エルニィの手によって追加装備なしで機動飛行が可能に強化されている。
リレイション
赤緒の搭乗機としてあった様子だが、現在の状況は不明。
Re:VISION
操主：柊赤緒（上操主・単独）、氷野顕（下操主）
『エクステンド』同様に赤緒の搭乗機となるが、主人公である顕にとっても主要な搭乗機となっている。
武装も同様だが、赤緒は自らの意思でクリオネル・ディバイダーを呼び出すことができ、これを使用することで圧倒的な攻撃力を発揮する。
本作ではモリビト2号も「エクステンド機」であるとされ、キリビト・コアと同様に真機にならずとも限定的にその力を振う、他の人機とは一線を画した存在であることが語られている。

空神モリビト2号
操主：津崎青葉
改修後のモリビト2号に飛行ユニットなどのオプション装備を増設し、可飛行能力と追加武装を施した形態。この名で呼ばれるモリビト2号は肩アーマーが変更され内蔵火器も設置される。
操主である青葉の能力と相俟って、八将陣の人機5機（O・ジャオーガ、K・マ、バーゴイル・シザー、CO・シャパール、ゴルシル・ハドゥ）相手にたった1機で渡り合うほどの性能を見せた。
追加された装備は強化ECM（胸部に装備）、ウィンチも備える飛行ユニット（背中に装備）、大型の長距離用ライフル（非使用時は背部ラックに装備）。内蔵武装のガトリング砲は左腕の収納スペースに艤装された。
モリビト2号エクステンド
操主：津崎青葉&小河原両兵（両兵は機体そのものとなっている）
モリビト2号と0号（と両兵）がブルブラッドの作用により合体して誕生した、人機を超えた機体。作品中では真機と呼ばれている。
その姿はモリビトの意匠を残しつつも大幅な変化を遂げている。リバウンドフィールドの標準展開、古代人機を従える力、モリビト1号の超巨大リバウンドプレッシャーを斬り裂く「エクステンドプレッシャー」など、真機の名にふさわしい強大な力で1号を圧倒した。
モリビト2号の代名詞的兵装能力、リバウンドフォールは「真リバウンドフォール」として強化され、テーブルダストを消滅させるほどのモリビト1号エクステンドの攻撃をも弾き返す。
Re:VISION
操主：柊 赤緒
柊神社から発せられた命の光を受けたことで、誕生。
外観は変わっていないが、武装面では複数のクリオネル・ディバイダーを呼び出し、超高速の遠隔操作武器として使用できる。
「真リバウンドフォール」のほか、クリオネル・ディバイダーを装着して放つ「エクステンドプレッシャー」も使用できる。なお、右腕にはシールドが装着されているため、クリオネル・ディバイダーは左腕に装着する。

ナナツーウェイ（72式作業用人機、通称ナナツー）
操主：黄坂南&黄坂ルイ→小河原両兵&黄坂南、黄坂ルイ（トレースシステムによる単独操縦）、小河原両兵（単独操縦）、ベネズエラ軍兵士、アンヘル部隊員
作業用として開発された量産型の機体。両腕部をショベルとコンテナに換装可能。一人乗りの初期型も存在する。
「ヘブンズ」での機体は戦闘で破壊された人機の残骸の回収を主任務としていたがモリビト1号との戦闘で大破、血塊炉はモリビト2号に搭載される。
後にトレースシステムを搭載した一人乗りの機が作られ、ルイが搭乗機としている。
本来作業用である機体だがその設計は人機としての汎用性を十分に備えており、武装を施しての戦闘が可能。その際には機銃砲やソードなど種々の携行武器を持ち、ショルダークレイモア等のオプション兵装も装備する。ただし空中稼動能力は低く、上昇しかできない。
1991年（旧・エクステンド）
操主：フィリプス（上操主）、アンヘル・レジスタンス隊員
グラン・サバナにて、フィリプスの率いる部隊が使用していた。キョムを追って現れたナナツー部隊だったが、空中機動に長けるバーゴイルに苦戦する。
リレイション
操主：自衛隊員、友次＆勝世
自衛隊が運用する機体が登場。同隊のアサルトハシャと共にモリビト天号を支援し、新型人機・ポーンズに立ち向かった。
友次が勝世と共に搭乗する機体も存在し、ビッグナナツーの艦載機となっている。こちらは「エクステンド」で既に登場していたが、稼働した姿を見せるのは「リレイション」が初。黒い塗装が特徴。

モリビト0号（73式戦闘用人機）
操主：小河原現太→小河原両兵
ナナツーウェイをベースに改修された元祖モリビト。戦闘用人機ではあるが試作機ゆえに武装の面ではナナツーウェイとそれほど変わらず、内蔵火器は装備されていない。モリビト2号のような脚部ブースターなどの特殊装備も機体には設置されておらず、劇中で使用した武器は近接戦闘用の日本刀タイプのソードのみ。
本来機動飛行能力を備えていないはずのスタンダードな機体だが、エクステンドチャージに目覚めて暴走した両兵によるモリビト2号との戦いでは高機動飛行を見せ、リバウンドプレッシャーをソードで切り裂くなどの人機の常識を超えた戦闘力を発揮した。その後モリビト2号と共に黒将との最後の決戦に臨み2号と同化するが、戦いに勝利した後の0号の機体の経緯は不明である。

### ベネズエラ軍
トウジャCX
操主：勝世&広世（テレビアニメ版では広世のみ）、アーケイド&フィリプス。
モリビトの後継機として軍が開発した戦闘用の機体。設計者は立花相指。脚部の足の裏にバーニアブースターが設置されており、その推力を利した動きの速さで相手を翻弄する戦術を得意とする。武装はモリビトのものよりやや短いくの字型ブレードと両肩に内蔵された機関砲（収納式）。戦闘用人機として高いポテンシャルを誇るこの機をすでに立花相指は10年前に設計していた。
勝世&広世機はモリビト1号との戦闘で大破、血塊炉はモリビト2号に搭載される（その後も勝世と広世は同じ機種に搭乗しているが、同一機体であるかどうかは不明）。
アーケイド&フィリプス機はモリビト0号に両腕部を破壊された後、マニピュレーター部（手）を廃し肩部の銃火器を移装するという改修を施されていた（現場での応急修理のため悪質な改装となっているのか、設計者の孫であり人機技術者を目指すエルニィに愚痴を溢される）。また同機は改修後、近接兵装として収納式のナイフブレードを右腕に固定装備している。
Re:VISION
操主：アーケイド&ストーム
既に旧式とされる機体だが、その高性能から南米では指揮官用人機としていまだに配備されている。ある程度量産はされているらしく、ルイ曰く「南米ではよく見かける」とのこと。
キョムに寝返ったアーケイドとストーム（コール・ウインドゥ）が乗り、トーキョーアンヘルと戦う。武装などスペックは原作に準ずる。
ストームにポーンズが与えられたため、最終的にアーケイドが単独操縦することになったが、ナナツーマイルドを破壊するために組み付いて自爆・喪失した。

ホワイト＝ロンド
操主：ダビング・スール&黄坂南
ブラック＝ロンドの同型機であるが、血続専用機ではなく操縦方式は従来通りの複座式。そのためブラック＝ロンドほどの性能はなく、一般の人機といえる機体。
機体ボディの外観形状はブラック＝ロンドと同一。違いとしてあるのは機体のカラーリング（白）とゴーグル型コックピットシールドを備えた頭部の形状。武器は銃剣付きマシンガンを手に持ち使用する。
首都カラカスに落とされた核爆弾のマーカーとして使われたため、バーゴイル部隊、アサルト・ハシャ部隊共々消滅した。
Re:VISION
操主：黄坂南&小河原両兵
最終決戦にて南と両兵が乗って登場。グラフィックはない。南秘蔵の機体らしい。

アサルト・ハシャ
操主：ベネズエラ軍兵士
血塊を潤滑油のみに使用した血塊炉を持たない人機。主な動力源はジェット燃料と電力。機体の戦闘力それ自体はナナツー、トウジャと比肩して劣らないスペックを有するが、燃料の補給の面で問題を抱えていた。
バーゴイル部隊と互角に戦うも補給線を叩かれたことで追い詰められ、最終的には核爆弾によって全機が失われる。
武装としてマシンガン、ナイフブレード（短剣）などの手持ち武器を持ち、シールドも装備する。戦闘が可能なほどではないが無人でも稼動することができる。
リレイション
操主：自衛隊員
自衛隊が運用する機体が登場。同隊のナナツーウェイと共にポーンズと戦った機は、トウジャと同様のくの字型ブレードを装備していた。果敢に立ち向かうも強力な新型人機であるポーンズに撃破される。

## 1991年（旧・エクステンド）からの登場人機
ブロッケントウジャ
操主：エルニィ立花
換装システムにより陸海空、近接・遠距離戦全てに適応可能の万能機。頭部のボール射出機やシークレットアームなどの特殊装備が特徴。
近接戦闘用の武器として収納式のメイス（棍）を持つ。使用時に伸長させて武器とするメイスは、先端にアタッチメント式のブレードを取り付けることによってスピア（槍）として振るうことも可能。その他にもトウジャの基本武装であるくの字型ブレード（×2）を装備している。
遠距離攻撃用の銃火砲としてはライフル型機銃砲（×2）を使用する。
リレイション
操主：柊赤緒&エルニィ立花
現状理由は不明だが、有り合せのパーツを用いて応急修復した状態で登場。従来の装甲にも損傷が目立っている。
さらにコックピットの血続システムの同調も間に合わなかったため、二人の操主が搭乗する必要があった。そのためエルニィと共に赤緒が操縦し、天号に代わりキリビト・ザイを迎撃。キリビト・ザイのRフィールドに対抗する手段として手持ちの武器のプレッシャーガンを装備し、ゼロ距離からの奇襲を行ったがあえなく撃墜される。
Re:VISION
操主：エルニィ立花（上操主・単独）、氷野顕（下操主）
『エクステンド』と同様。本作では水中戦も披露したが、換装システムの代償として整備性が悪く、さらには機体強度に多少の不安を残しているとされる。

ブロッケントウジャ・エクステンド
操主：エルニィ立花
“Re:VISION”に登場。
最終決戦にて、柊神社の地下深くに眠るテーブルダストの力が解放されたことによって誕生した真機。白いオーラを纏う以外、外観上の変化はない。
シークレットアームのパワーは凄まじいまでに強化されており、超絶的なパワーを有するキリビト・ザイ・エクステンドの動きすら封じ、血塊炉を暴き出した。
シュナイガートウジャ
操主：メルJ・ヴァネット
超電磁リバウンドによる空中稼動を目的として開発された実験機。輸送中にメルJ・ヴァネットに強奪され、そのまま愛機として使用されている。設計者・エルニィ立花が目指した開発目的は十分に成功しており、メルJが増設した武装で機体重量が増加しているにもかかわらずその空中機動はバーゴイルをはるかに凌ぐ性能を発揮する。
主な武器はハンドガン（×2）と機銃砲も内蔵されている近接戦闘用の剣・スプリガンハンズ。両肩、腹、両脚に装備された機関砲はアルベリッヒレインに使用し、スプリガンハンズはアンシーリーコートの起点としても使用する。
Re:VISION
操主：メルJ・ヴァネット（上操主・単独）、氷野顕（下操主）
『エクステンド』と同様。本作では水中戦を披露し、その際は魚雷ランチャーを使用した。
また、本作でアンシーリーコートの詳細な原理が判明している。

シュナイガートウジャ・エクステンド
操主：メルJ・ヴァネット
『Re:VISION』に登場。
最終決戦にて、キリビト・ザイへの突撃を敢行した際に命の河の力を受けて誕生した真機。白いオーラを纏う以外、外観上の変化はない。
武装面ではクリオネル・ディバイダーがスプリガンハンズと融合したと思しき形状を持つ大型武器「スプリガンアームズ」を右腕に装備する。このスプリガンアームズは巨大な光刃を形成するだけでなく、光刃の両サイドにある銃口からリバウンドプレッシャーを放つことも可能な遠近両用の武器となっている。
また、両肩・両膝・背部ウィングからパーツを分離させて放ち、全方位からリバウンドプレッシャーを標的に浴びせる「スレイ・ヴェガ」、腹部装甲を開放して散弾のように放つリバウンドプレッシャー「真・アルベリッヒレイン」も備える。
さらに、エクステンド化したシュナイガーには、真実を見つめる『魔眼』が備わり、キリビト・ザイ・エクステンドのRFイリュージョンも見破る。
シュナイガーの代名詞的兵装能力であるアンシーリーコートは「真・アンシーリーコート」として強化され、常識を打ち破る出鱈目な加速でエクステンド化したキリビト・ザイの鉄壁の防御力すら打ち破る。
ナナツーマイルド
操主：黄坂ルイ
低コスト化のために女性型として開発された人機。ライトとの連携を前提として設計されており、攻撃を担当する。
武装は近接戦闘用の剣・メッサーシュレイヴXZ（×2）とハンドガン（×2）。メッサーシュレイヴは振るとリバウンド電子が剣先を取り巻き、この世の金属なら斬れぬ物はないと言われるほどの斬れ味を刃に生む。
二振りの剣は非使用時には頭部左右に装着されており、ツインテールを彷彿させる意匠を機体にもたらす。それら独創的なこの機の設計は、ライトとならんで川本さつきの兄・川本宏のチームによってなされた。
Re:VISION
操主：黄坂ルイ（上操主・単独）、氷野顕（下操主）
『エクステンド』と同様。

ナナツーマイルド・エクステンド
操主：黄坂ルイ
“Re:VISION”に登場。
命の河の力によって誕生した真機。白いオーラを纏う以外、外観上の変化はない。
メッサーシュレイヴが進化した結果生まれ、絶大な威力を誇る反重力ブレードを武装として持つ。
最大の必殺技は反重力ブレードを使用して放つ「リフレクトエクスプロージョン」で、鉄壁のキリビト・ザイ・エクステンドさえも一撃で大破させた。
ナナツーライト
操主：川本さつき
マイルド同様のコスト削減機。防御担当。リバウンドをフィールド化する「R.F発生機」を搭載している。その他の武装としてはハンドガン（×2）を持つ。さつきはリバウンドフィールドを応用した「Rフィールド・プレッシャー（アールフィールド・プレッシャー）」という技を使う。
マイルドとならび特徴的な外見を持つこの機体は頭部に三角形の突起を一対持っており、あたかもそれがネコミミのように見える。
リレイション
操主：川本さつき＆J・J
自衛隊からの物資補給内のガラクタ内にあった物をさつきがみつけ、ジュリの王様ゲーム対戦に参戦。副操主としてJ・Jが搭乗。部分部分の装甲が剥がれ、包帯のような布が蒔かれている。
Re:VISION
操主：川本さつき（上操主・単独）、氷野顕（下操主）
『エクステンド』と同様。
顕が下操主として操縦した際には本来は使えないはずのリバウンドプレッシャーを発現して見せた。なおさつきの意思では使えないらしい。

ナナツーライト・エクステンド
操主：川本さつき
“Re:VISION”に登場。
命の河の力で誕生した真機。背部のR.F発生機は翼のような形状のリバウンドフィールドを形成し、白いオーラを纏ったその姿は天使にも似て見える。
翼の力は半端なものではなく、ただそこにあるだけでキリビト・ザイ・エクステンドの圧倒的なパワーを相殺し、その羽ばたきによって生み出されたリバウンドフィールドの風はエネルギーを消失させる効果がある。また、フィールド発生機としてだけでなく機動用ブーストの能力も併せ持ち、機動性・旋回性能が大きく向上している。
本機のリバウンドフィールドは凄まじいまでの範囲を誇り、地平線の先までリバウンドフィールドで覆い結界を作り出した。そしてこの結界も翼の一部であり、結界を一点に集約する必殺技「リフレクトフォール・インプロージョン」はキリビト・ザイ・エクステンドの動きを完全に封じ込めるほどの威力を持つ。
ナナツーウェイ青葉カスタム
操主：津崎青葉
モリビト2号を彷彿とさせるカラーリングと右足のリバウンドブーツが特徴。
上昇しか出来ないナナツーの空中制御を可能にしている。
マサムネ
操主：広世
血塊の節約を目的として開発された実験機。戦闘機形態（イーグル形態）と人機形態を任意に選択して変形する可変機構が採用されており、武装として20mmバルカン砲（×2）、リバウンドブーツ（×2）を備えるが、試作機ゆえに人機としての格闘能力はオミットされた設計となっている。
開発者の山野武利が言った言葉に「（機体）装甲は従来の戦闘機と変わらない」とあり、実際に敵人機・バーゴイルを殴ったら拳が砕けるほどにその機体強度は脆い。
Re:VISION
操主：津崎青葉
グラフィックはないが、ミサイルランチャーを武装として追加している。
宇宙空間でのトーキョーアンヘルと八将陣との戦闘に援軍として現れるなど、大気圏突破能力を付加されている模様。

## リレイションからの登場人機
モリビト天号
操主：柊赤緒&柊蒼旗
柊垢司によって造られたモリビトタイプの人機。1号機や2号機とは基本設計が異なるため「天号」と呼ばれている。
血続であっても一人では動かすことの出来ない機体であり、必ず二人の操主が必要とされる。血続が乗らないとまともに動かず、トレースシステムを使用する上操主を血続とし、下操主としてもう一人が搭乗する必要がある。
その特殊性は本機の機体性能にも表れている。基本性能はナナツーの半分以下しかなく、エルニィが「モリビトとは名ばかりでパワーがなく、トウジャの様なスピードも出ない、ナナツーのような汎用性も皆無」と話している通り、通常の人機として見た場合、その能力は極めて低い。ただし、操主の精神に直接反応するシステムが搭載されており、操主（主に蒼旗）のテンション次第で機体性能は上昇する。実際、赤緒の涙に激発した蒼旗の操縦でポーンズを軽々と投げ飛ばしている。
ハイアルファー「ウィザード・ハーツ」を胸部装甲下に有し、操主の感情が昂ることにより炎属性の「ハイアルファーレイ」、雷属性の「ハイアルファーライ」、風属性の「ハイアルファーフー」、地属性の「ハイアルファーアス」を「発動（バーン）」させた強力な攻撃を放つ。発動時には属性に対応した模様が表面に浮かび上がる。なお、「ウィザード・ハーツ」の発動条件は「操主のテンションの上昇」および「血続の搭乗」となっている。
黒い波動を吸収することにとって新たなハイアルファーを作り出す能力を持ち、キリビト・ザイ戦で出現していた黒い波動を媒介に「ハイアルファープレス」を生成した。これを「発動」することによってエネルギーシールドを形成し、モリビトの名を冠する人機にふさわしい必殺技「リバウンドフォール」を放つ。敵機のハイアルファーを黒い波動と共に奪う能力も持っており、これを用い敵のハイアルファー人機から新たなハイアルファーを得た。なお「ハイアルファープレス」もそうなのだが、これらは蒼旗のテンションとは関係なく使用でき、奪ったハイアルファーに関しては使用条件の制約が消失しているようで、下操主席のコンソールからワンタッチで使用できる。これらの超常的な能力も「ウィザード・ハーツ」に由来するものであり、本来重複しないはずのハイアルファーの能力を吸収することができるのは「ウィザード・ハーツ」のみである。
エルニィは機体性能の実測値から当機を「RPGで言う魔法使い」と評したが、いまだに謎の多い機体であり、蒼旗の操主としての能力と相俟ってその秘められた力は未知数。下操主は蒼旗が担当しているのは共通だが、上操主を担当する血続は赤緒である必要はなく、実際エルニィもグルーク戦で搭乗している。
本機のトレースシステムは丸みを帯びた形状を持つが、他の血続専用人機が搭載するトレースシステムとの違いはそれだけではない。本機の場合システムのダメージフィードバックが通常のトレースシステム以上であり、上操主として搭乗する血続に多大な負担を強いる。これについてもエルニィは「魔法使いの打たれ弱さにそっくり」と評している。
ビットウェイの調査によるとベースとなった機体は米軍が秘密裏に開発した試験型人機、通称「Z-1」。起動実験で事故を起こし動力炉を残して廃棄処分となったものを柊垢司が改造したものと考えられている。規格が合わなかったのと、なにより背中に配線が通っていないので飛行ユニットを装備できず、専用の搭乗型飛行ユニットがシール達の手で製作された。その際にはユニットに備え付けられたリボルバー式のハンドガンを使用できるが、重いものを持ち上げられないのでかなり軽量である。
シックス・ナイド戦後に改良され、クリオネル・ディバイダーを装備するためのハードポイントの設置と補佐のために両肩にパワーモーター内蔵のアシストショルダーを装備するなど細部に変更がある。
クリオネル・ディバイダー
かつてエクステンドで登場した装備。蒼旗の魂の力に興味を持ったビットウェイによってもたらされた。
柊垢司が設計した最初で最後の兵器。装備した人機の性能を何倍にも引き上げる機能を持ち、半壊した天号を一時的に修復するなど超常的な能力を持つ。
天号のハイアルファーのスロットを2つ備えており、異なるハイアルファーの同時、または連続発動が可能。さらに上に乗ることで飛行、変形させて手持ち武器として扱うこともできる。
リザレクション
繰主：津崎青葉or柊赤緒or三宮金枝&小河原両兵
エルニィ立花がモリビト2号のデータを基に開発した人機。“リレイション”と同様に二人乗りだが、最初から飛行可能。下操主は基本的に小河原両兵で固定されており、上繰主はルートによって異なる。青葉ルートでは一時的にエルニィ立花と三宮金枝が乗り込んでいる。武装はライフルとリバウンドプレッシャーで銃撃を跳ね返す盾。

ナナツーマジロ
操主：近藤他自衛隊員（1・2番機）、シール・ハラレィ&中原月子（3番機）
アンヘルが開発した新型人機。設計したのはエルニィだが、実は酔っぱらった際に冗談で設計したものであり、本人もまさか実際に開発されるとは思ってもいなかった。初となる国産の人機だが、資金の出所は不明。混合血塊炉が動力源。
アルマジロを人型化したような形状をしており、その見た目と名前通りに球状に変形できる。装甲表面には回転式のリバウンドコーティングが施されており、反射こそできないものの高い防御力を誇る。変形することで陸上での機動力を補うこともできる。冗談で設計された割には意外に性能が高いが、燃費が悪いのが欠点。
武装としては両腕部に機関砲を内蔵し、変形時の強固さを生かした体当たり攻撃も可能。
全部で3機建造され、グレーの1号機と2号機は自衛隊が運用し、パーツとデータ用のピンク色の3号機は月子とシールが運用している。血続ではないためコックピットは副座式。また3号機はビッグナナツーの整備作業用であるため火器を搭載していない。

## 八将陣・キョム
モリビト1号
操主：黒将（テレビアニメ版ではシバ→黒将）
開発当時の最高峰の技術を集結し、“戦闘用”人機として生み出された機体。機体のカラーリングは白、軍事コードネームは「TYPE-01」。略称「01」。
超電磁リバウンドによる単独飛行能力を有した初めての人機でもあり、血続専用機（トレースシステムではない）。搭載している血塊炉が巨大なため、「命の力」で搭乗者は年をとらなくなる。
リバウンドプレッシャーを放つことができる機体で、操主・黒将の能力と相乗しその戦闘能力は絶大。最大の出力で放つ超巨大リバウンドプレッシャーはテーブルダストを消滅させるほどの尋常でない破壊力を見せた。
原作では白を基調とした機体色だが、テレビアニメ版では黒を基調とした機体色となっている。テレビアニメ版にはOP映像（ほんの小さく）と、最終話（第12話）のラストシーンにおいてのみ原作と同じカラーリングのモリビト1号が登場する。
Re:VISION
操主：氷野 顕
オリジナルではなく新規に建造された復元機。
シバによってシャンデリアに連れて来られた氷野 顕が乗り、組織分裂したキョムの一味と戦うが、それが黒将として目覚める切っ掛けとなり、赤緒達アンヘル側にも牙を向いた。
原作では使用しなかったリバウンドフォールを使用したり、リバウンドを拳に集中させて即席のグローブを作り肉弾戦も披露した。黒将譲りの操縦技術を身に付けた顕の操縦により圧倒的な戦闘能力を発揮し、全力を出した涼子（シバ）駆るキリビト・コアとも肉弾戦で互角以上に渡り合う。ただしモリビト1号は本来格闘戦を想定していない人機であるため、関節部に多大な負担がかかるとされる。
なお、最終決戦終結後の処遇は不明。

モリビト1号エクステンド
操主：黒将
モリビト2号エクステンドに対抗して同じように「命の力」を使い、強引にパワーアップしたモリビト1号。
2号とは対照的に、原形を留めていない禍々しい姿に変化した。装甲の一部が黒いオーラ状の物質となっている。
武装は黒いオーラをブレード化して腕に固定したソード、両肩背部にある隠し腕など。
最大の必殺技はテーブルダストを消滅させたエネルギーを凝縮して放つ「リバウンドプレッシャー滅」であるが、「真リバウンドフォール」の前には通用しなかった。
Re:VISION
操主：氷野 顕
最終決戦にて柊神社から発せられる命の光を受けて、黒将の怨念を打ち払い誕生した真機。黒ではなく白のオーラを纏い、赤緒達アンヘル側に戻りセシルの乗るキリビト・ザイと戦う。
外観上の変化は認められない。武装面ではリバウンドを固定したRFクローを格闘武器として用いる。
最大の必殺技「リバウンドプレッシャー滅」は本作においても使用され、今度はその威力を隠そうともせず、莫大な質量を誇るシャンデリアを一撃のもとに粉砕した。
BADルートでは機体色や形状は変わらないものの黒色のオーラを纏い、人の心の負の側面を源とするその力の禍々しさは狂気に囚われていた筈のセシルをも恐怖させ、キリビト・ザイを一撃の下に墜とし、命の河の力を得てエクステンドとなったナナツー3機、トウジャ2機、キリビト・コアの一斉攻撃が直撃してさえ爆煙の中から無傷で現れ、その場に居合わせた全員を絶望の淵に叩き込んで人類を滅びへと導いた。

ブラック＝ロンド
操主：シバ
黒将曰く「モリビト0号同様、余計なモノは一切付いていない純粋な人型人機」。ホワイト＝ロンドの同型機であるが、血続専用機としてコックピットは単座トレースシステムとなっている。
機体ボディの外観形状はホワイト＝ロンドと同一。違いとしてあるのは機体のカラーリング（黒）、頭部形状。反りのあるソードを両手に持ち二刀流スタイルで闘う。ソードは柄頭で1本に繋げて両剣として使うことも可能。
血続操主であるシバの能力と相俟って高い運動性を発揮し小河原両兵が操縦するモリビト0号を追い詰めたが、エクステンドチャージに目覚めた両兵に敗れ、大破する。
Re:VISION
操主：シバ
直接の言及はないがキリビト・コアの核として組み込まれていたらしく、シバと顕の決闘でキリビト・コアが大破した際、その爆発の中から飛び出した。

キリビト・コア
操主：黒将（テレビアニメ版）
通常の人機よりも大型で圧倒的戦闘能力を持つ機体。シールドを右腕に装備（キリビト・ザイへの合体時には廃される）し、テレビアニメ版では左掌からリバウンドプレッシャーを放つ。強化武装モジュールと合体することにより、さらなる強力な機体「キリビト・ザイ」となる（キリビト・ザイの項目も参照）。
原作の初登場は「旧・エクステンド」であり「ベネズエラ編」には登場していないが、テレビアニメ版では原作の「ベネズエラ編」に相当する時期にモリビト2号・青葉の前に現れている。なおテレビアニメ版も含めて人機のデザインに差異はないが、初出である「旧・エクステンド」、次のテレビアニメ版、そして「リレイション」とそれぞれの機体のカラーリングは変わっている。テレビアニメ版の機体の基調色はグレー。
1991年（旧・エクステンド）
操主：シバ
右腕に装備したシールドに格闘戦闘用クローを有しているのが確認できる。シバはこの機を「エクステンド機」であると言う。機体の基調色はライトグリーン。
リレイション
操主：イール
操主はシバではなくイール。右腕に固定装備されているビーム剣「Rブレード」を振るう。Rブレードは相当な長さに伸ばして使用することが可能。またRフィールドを応用した機能か、赤緒を空中に捕え電撃を浴びせるなどの能力も見せた。
Re:VISION
操主：シバ（志麻 涼子）
“エクステンド”と同様。右腕に装備するのは反重力ブレードであるとされている。
内部にブラック＝ロンドを隠匿している。機体色は明るいマゼンタに近い赤。
終戦後、トーキョーアンヘルの人機格納庫にモリビトを初め他の人機と共に格納されている。

キリビト・コア・エクステンド
操主：シバ（志麻 涼子）
“Re:VISION”に登場。
最終決戦にてシバの叫びに応えた命の河の力により誕生した真機。白いオーラを纏う以外、外観上の変化はない。
BADルートにおいては、「リバウンドプレッシャー滅」に引けを取らない威力の「リフレクトプレッシャー滅」を放つ。
バーゴイル・シザー
操主：カリス・ノウマン
両腕にシザーアームが装備され近接戦闘能力が重視されている。巨大なカマ状の刃を持つシザーアームは普段は肩の装甲に収納されており、近接戦闘の際肩パーツを関節で180℃回転させ収納した通常の腕と入れ替えるように伸展し使用する（一般のバーゴイルのブレードと同じ）。
量産タイプのバーゴイルと同じ特性を持つこの機は空中戦にも優れており、また近接武装以外の武器としては、一般のバーゴイルと同じタイプのプレッシャーガン（後述）をテーブルマウンテンでの対空神モリビト2号戦で使用していた。
Re:VISION
無人の量産機としても登場。プレッシャーガンを標準装備。

O・ジャオーガ
操主：バルクス・ウォーゲイル
近接戦闘に特化したパワータイプ。主武装としてその腕に持つものは打突武器である巨大なオートタービン。
ファントム、空中ファントムを使いこなすバルクスはこの機体を操り、その武器で「地竜陣」という必殺技を放つ。副武装としてスカート装甲内部に配置されているラックに、収納式のソードを装備する。
テレビアニメ版ではオープニング映像にのみ登場。
Re:VISION
“エクステンド”と同様の経緯で赤緒と顕が操るモリビト2号が放ったビートブレイクに敗れるが、その後血塊炉を搭載し直したのか、バルクスが搭乗して新蛍野市上空での戦闘に現れ、トーキョーアンヘルを援護。以後は一時敵対したが、セシルの暴走を止めるため再びアンヘルに加勢する。
なお、オートタービンのデザインが異なる。

K・マ
操主：ハマド
モリビト2号のものに酷似した盾を2つ装備し“リバウンドフォール”を使う。盾は両肩に装備されているが、基部からアームを伸長させ手に持つ形とし前面に構えることが可能。
テレビアニメ版ではオープニング映像にのみ登場。
CO・シャパール
操主：ジュリ
右腕部に装備されたブレードやマニピュレーターのクローで近接戦闘をこなし、電磁ワイヤーを射出して鞭のような武器として使う。細身で曲線の多い機体フォルムは、あたかも操主の性別に合わせて造られた人機のようである。
テレビアニメ版ではオープニング映像にのみ登場。
トーキン・フゥ
操主：ヤオ
両腕部に二門ずつミサイルランチャーを装備する。
1991年（旧・エクステンド）
暴走した両兵に殺されかけたシバを助ける際に登場。
リレイション
蒼旗に「涙の死々壺」を託すため、彼の夢の中に現れる。

ゴルシル・ハドゥ
操主：マージャ
両腕の下腕部を射出して武器とする。射出された腕部はワイヤーで繋がれている。通常の機体よりひとまわり大きく、機体の各部に小型ミサイルランチャーを装備する。
ちなみにシルエットではあるが、「ベネズエラ編」第1話の扉絵にて既に存在が確認出来る。
Re:VISION
操主：セシル
マージャが戦死し、乗り手がいなくなったことで、セシルが乗りエルニィの乗るブロッケントウジャと戦う。

ダークシュナイガー
操主：マージャ（J・ハーン）
シュナイガートウジャの同型機。武装はメルJの銀色の機体と同じで、アルベリッヒレイン、アンシーリーコートなどの必殺技も同じ。外観で違う部分はその名の通りの暗色のカラーリングだけだが、破損した頭部装甲の下から覗いた内部フレームの口部には禍々しい牙状のパーツを備えていた。
キリビト・ザイ
操主：柊赤緒（テレビアニメ版）
大型の強化武装モジュールとその核となるキリビト・コアが合体し運用される形態をこう呼ぶ。機体の基調色はモリビト2号と対称を成すような“赤”（テレビアニメ版ではキリビト・コアの機体色はグレーだが、ザイへの合体時にのみ赤へと変化する）。
キリビト・ザイのボディそのものである強化武装モジュールのサイズは大型の人機であるキリビト・コアのさらに三倍ほどもあり、この機を「人機」のカテゴリーに含めるのであればキリビト・ザイは数ある人機の中でも最大級の巨大機だと言える。
武装は左右のアーム先端から発するエネルギー・ソード、胸部から放たれるリバウンドプレッシャー（通常より桁違いの出力によるもの）、全身から放つ拡散リバウンドプレッシャー（正式な名称はない）など。リバウンドフィールドの展開能力も備えており、エネルギー・ソードは左右のビーム刃を交差させることで周囲の複数の敵機にダメージを与える電撃を発生させることも可能。その巨体が有する戦闘力はこの機体一機の稼動で一つの都市を壊滅させる。
初出はテレビアニメ版。原作では『リレイション』で登場。
リレイション
操主：イール&キッサ
キョムの新型人機・ポーンズを倒したモリビト天号の前に、突如その巨大な姿を現した。
テレビアニメ版では強化武装モジュールに操縦者はなくキリビト・コアに自動追随していたが、『リレイション』に登場した機には操縦者が存在し、独立したマシンとして可動肢のクローによる攻撃などを行う。キリビト・コア、強化武装モジュールにそれぞれ搭乗するイールとキッサにより、戦況に応じ瞬時に分離する戦法を見せブロッケントウジャを撃墜した。また強化武装モジュールは人機の支援機のように用いられ、キリビト・コアをその上に乗せて飛行する様子も見せている。
エルニィはキョムが実体弾を跳ね返す「Rフィールド装甲」を通常サイズの新型人機・ポーンズに搭載していることから、同じくRフィールド装甲を有するキリビト・ザイをキョムにとってはすでに型落ちとなっている機なのではないかと推測した。
キリビト・ザイはモリビト天号のリバウンドフォールによって撃破されるが、その際キッサの強化武装モジュールを庇ったイールのキリビト・コアはガラスが砕けるように消滅した。その光景を目にしたエルニィはキリビト自体がハイアルファーの能力（によるもの）ではないかとも推測している。
Re:VISION
操主：セシル
柊神社の地下にあるテーブルダストにコロニ―“シャンデリア”を落とす時に、セシル自ら乗り込み、アンヘルと八将陣に戦いを挑む。
キリビト・ザイ・エクステンド
操主：セシル、ビュケ（機体そのものになっている）
“Re:VISION”に登場。
顕の乗るモリビト1号がエクステンドになった後、パートナーであるビュケがキリビト・ザイと融合することにより誕生した真機。黒いオーラを纏う。
セシルの頭脳によって敵人機の能力を解析、それを瞬時に再現する能力を持つ。その上ただでさえ元々の性能が凄まじいので、もはや理不尽の象徴とでも言うべき強大な存在と化した。
武装は背部から無数に伸びる黒いオーラの触手。必殺技として「リバウンドプレッシャー滅」を持つ上、「真リバウンドフォール」までも使う。さらにクリオネル・ディバイダーを複数呼び出して射出することもできる。

バーゴイル
操主：なし（無人）
キョムが大量生産している人機。飛行が可能で、無人でありながら他の人機にも劣らない性能を誇る。
武装は手持ちのプレッシャーガン（通常の火薬式マシンガンからパーツを追加換装するだけでリバウンド武器となるハイブリッド型。プレッシャーガンとして使用するための追加換装パーツはバヨネットとしての用途もあり、着剣銃として振るうこともできる）と、普段は肩アーマーとなっているパーツ部に固定されたブレード。ブレードは近接戦闘の際に収納した通常の腕と入れ替えるようにアーム部を伸展させて使用する。
史上初の人機同士の大規模戦闘となったカラカス攻防戦において、キョムはベネズエラ首都であるカラカスを制圧するためにこの機を500機投入した。当機はアンヘルと協力したベネズエラ軍と互角の戦いをするが結果、ダビング・スールの捨て身の作戦による核爆弾の爆撃によって全機が失われることとなる。
1991年（旧・エクステンド）
キョムの優秀な尖兵として稼動している姿が日本でも南米でも見られる。「シャンデリア」には大量のバーゴイルが配備されている。

ポーンズ
操主：なし（無人）
“リレイション”から登場。
「Rフィールド装甲」を搭載した新型人機。前後対称のデザインをしており、瞬時に背面を前面に切り替えることが可能。そのためマニピュレーター（手）部は背面と前面を入れ替えても支障なく使えるように、小指が親指としても機能するように設計されている。武装は両掌部に内蔵されたプレッシャーガン。
高性能な人機だが、Rフィールド装甲搭載の影響で重量がかさんでしまい、飛行できないらしい。
Re:VISION
操主：アーケイド、ストーム
本作では有人機となっており、指揮官機としてアーケイドおよびストームの搭乗機として配備されている。こちらでは普通に飛んでいる。
武装はプレッシャーカノン。ストーム機には鎖付きの鎌RFチェーンデスサイズが装備されている。

ビショッグ
操主：キッサ
蒼旗をイールの仇と狙うキッサが搭乗して現れた人機。黒い波動を媒介に作られた。
ハイアルファー「ディミア・カウンター」を有し、発動条件は不明だがあらゆる事象を逆転させることができ、アンヘルを大混乱に陥らせた。なお反転する事象はランダムであり、文字通り何に作用して何が起こるかは分からない。効果範囲の制限もある。
武装としては鎌（ハーケン）を装備。このハーケンは格闘戦に用いるほか、峰の部分にはプレッシャーガンが内蔵されており射撃にも使える。飛行能力も有している。
ハイアルファーをモリビト天号に奪われたのち、キッサと共に消滅する。
グルーク
操主：ハマド・アランドラ
植物状態となったハマドが駆る、水中戦用の人機。
ハイアルファー「メメント・マトリクス」を有し、敵を水中に引き込むことで対象の意識或いは記憶に入り込み干渉できる。
武装は手持ちの剣と下半身に装備された渦巻き発生装置。飛行することも可能な模様。
性能も高く、ハマドの技量もあってモリビト天号を追いつめるが、「ハイアルファーアス」によって水中から引きずり出され「ハイアルファープレス」で真っ二つにされる。こちらは消滅せず、ハマドともどもアンヘルに回収された。
シックス・ナイド
操主：カリス・ノウマン
カリスがビットウェイから与えられた人機。
ベースになった機体は「トウジャMk-IV」、ベネズエラ軍が開発した最後の人機である。原型はほとんど留めていないが、基本性能からして優秀。
ハイアルファー「ダブル・ワン・ライフ」を有し、対象者となるさつきのコピーを並行世界から無数に、一日に一回呼び出すことができる。なお、発動条件は「対象者の睡眠、および対象に一切の危害を加えないこと」であり、カリスはさつきに手を出すことはなかった。しかし額のユニットにさつきを組み込み、アンヘルに対する人質とした。
武装は背中に接続された6本の湾曲した刃と腰に装備した柄を組み合わせ、柄の両端に三本ずつの刃をもつセクス・サイズ。機動飛行能力も有する。
半壊したモリビト天号に猛攻をかけるが、クリオネル・ディバイダーを獲得した天号に逆に追い詰められ、「ハイアルファーアス」で胴体を貫かれ自由を奪われたのち、天号の一撃の前に撃破される。

## Re:VISIONの登場人機
ナナツーシャドウ
操主：瑠璃垣なずな（上操主・単独）、氷野顕（下操主）
“Re:VISION”に登場。ナナツーマイルド・ライトと同じ女性型人機。
操主であるなずなの能力を最大限に活かすことができる機体で、リバウンドエネルギーを利用した隠密装備「RFクローキング」を持つ。これとなずなの能力を合わせることで、ほぼ完全な隠密行動が可能である。また、機体の幻影を作り出す「RFイリュージョン」を使用することも可能で、俊敏な機動性と合わせて敵機を翻弄する戦いを得意としている。もちろんリバウンド飛行システムも搭載。
武装としては2本のクナイと刀を持ち、ライトほどではないがRフィールドを制御する能力を持つ。
ナナツーシャドウ・エクステンド
操主：瑠璃垣なずな
最終決戦にて柊神社のテーブルダストから発する命の力により誕生した真機。白いオーラを纏う以外、外観上の変化はない。
隠密性・機動性が強化されているほか、RFイリュージョンが強化された「RFエインヘルヤル」を持つ。これは幻影を生み出すだけにとどまらず、生み出した幻影に質量どころか攻撃力まで持たせ、単機でありながら凄まじい物量を以てキリビト・ザイ・エクステンドを圧倒した。
ブラスト・ハシャ
操主：米軍兵士
米軍に配備されている量産型人機。グラフィックはない。
リバウンドスラスターユニットによる機動飛行能力を備え、キョム以外では初となるレーザー兵器を搭載しているため、機動性・火力ともに優秀。
量産型ナナツー
操主：自衛隊
対キョム戦力として設立された人機部隊に配備された量産型。グラフィックはない。
顕や赤緒達が通う学園に出現した古代人機を叩くために登場している。

## リザレクションからの登場人機
モリビト雷号

ギデオントウジャ

エスクードトウジャ

キュワン

ハルバード

【ヴェロニカ】

アルゴノート

ガロウズトウジャ

ストライカーエギル

【ミストレス】

## Unimited / infinityからの登場人機
モリビト2号・改

ナナツーフェロー

アスラ

トーキン・フゥ

キリビト・コアII

CO・シャパール

バーゴイル・シザー

モリビト1号ダークネス